# Rickmer Bock (Schiff)
Die Rickmer Bock ist ein ehemaliges Motorrettungsboot (MRB) der Deutschen Gesellschaft zur Rettung Schiffbrüchiger (DGzRS). Sie ist auf der Schiffswerft August Pahl in Hamburg-Finkenwerder mit der Baunummer 253 entstanden. Das MRB gehört zu einer Serie mit drei weiteren Booten der DGzRS mit Namen  Langeoog, Borkum und Weser (II).
Das Boot mit der DGzRS-internen Bezeichnung KRB (Küstenrettungsboot) 208 wurde im Oktober 1944 in Dienst gestellt als Hindenburg, aber bereits im Dezember 1944 umgetauft in Geheimrat Heinrich Gerlach III; Gerlach war der 1912 verstorbene Vorsitzende des DGzRS-Bezirksvereins Memel. Im Oktober 1950 wurde das Boot dann erneut umgetauft und erhielt den Namen Rickmer Bock. Rickmer Bock war ein langjähriger Vormann der DGzRS auf der Insel Helgoland, verstorben im Jahre 1950. 
Insgesamt konnten die Besatzungen dieses Bootes während seiner aktiven Zeit 1.223 Menschen aus Seenot retten.

## Stationierungen
Stationiert war das Boot von Oktober 1944 bis April 1945 im Dorumer Tief, danach bis August 1945 auf der Insel Borkum. Es folgte eine kurze Stationierung bis September 1945 auf der Insel Norderney. Nächste Station war Cuxhaven, wo das Boot bis zum 4. Januar 1951 verblieb. Von dort ging es bis März 1952 auf die Insel Amrum. Am 20. März 1952 erfolgte der Wechsel zur Insel Helgoland, wo die Stationierung am 28. August 1958 endete. 
Nach einer kurzen Station im September 1955 in List auf der Insel Sylt wurde die Rickmer Bock in der Zeit vom 26. Oktober 1955 bis zum Jahr 1959 wechselweise in Hörnum auf Sylt und Amrum eingesetzt. Letzter Einsatzort des Bootes war die DGzRS-Station in Büsum, dort lag die Rickmer Bock von 1960 bis zum 3. Februar 1981.
Mit der Außerdienststellung kam aber noch nicht das endgültige Ende der Rickmer Bock. Von 1981 bis 2003 stand das Boot auf dem Außengelände der DGzRS in Bremen unmittelbar neben der DGzRS-eigenen Werft. Im Juni 2003 wurde es an den Verein Museumshafen Büsum abgegeben und liegt seitdem im Museumshafen Büsum. Einmal jährlich verwendet der Verein es für einen Ausflug nach Helgoland.
Koordinaten: 54° 7′ 38,7″ N, 8° 51′ 30,5″ O